# Revolution DNA
Revolution DNA è il quinto album studio della band Greca death metal Septicflesh. È stato pubblicato il 11 ottobre 1999.
Tale album risulta il primo con un batterista in carne ed ossa.

## Tracce
1. "Science" - 4:23
2. "Chaostar" - 5:11
3. "Radioactive" - 3:07
4. "Little Music Box" - 5:30
5. "Revolution" - 4:07
6. "Nephilim Sons" - 5:16
7. "Dna" - 3:19
8. "Telescope" - 4:19
9. "Last Stop to Nowhere" - 5:38
10. "Dictatorship of the Medicore" - 4:16
11. "Android" - 5:52
12. "Arctic Circle" - 4:33
13. "Age of New Messiahs" - 4:17

## Formazione
- Spiros A. - basso, voce
- Sotiris V. - chitarra, clean vocals
- Christos A. - chitarra
- Akis K. - batteria